# Justice (film 1914)
Justice è un film muto del 1914 diretto da Frank Wilson.

## Trama
Figlio di un ricco industriale, Paul Meredith - dopo aver falsificato dei documenti - viene rinnegato dal padre. Per vendicarsi, l'uomo recluta Joe Prescott, un operaio licenziato, per rapinare la casa paterna. Durante l'effrazione, l'industriale resta ucciso. Paul accusa dell'omicidio Prescott facendolo arrestare, mentre lui tiene sequestrata la figlia dell'operaio che era andata a chiedergli aiuto per il padre. La ragazza riesce però a far arrivare un biglietto a Prescott che, uscito di prigione, riesce a salvarla.

## Produzione
Il film fu prodotto dalla Hepworth.

## Distribuzione
Distribuito dalla Renters, il film uscì nelle sale cinematografiche britanniche nel gennaio 1914. Venne distribuito il 2 marzo 1914 anche negli Stati Uniti dalla Blinkhorn Photoplays.
Il film, prodotto dalla Hepworth, fu distrutto nel 1924 dallo stesso produttore, Cecil M. Hepworth. Fallito, in gravissime difficoltà finanziarie, il produttore pensò in questo modo di poter almeno recuperare il nitrato d'argento della pellicola.